# Filippo Coarelli
Filippo Coarelli (Roma, 9 de junho de 1936) é um arqueólogo italiano e professor emérito de Antiguidade Clássica na Universidade de Perúgia.
É um dos maiores especialistas da Roma Antiga, especialmente do seu período inicial. Também especialista em topografia da cidade de Roma e da Itália antiga, Coarelli publicou vários livros entre as décadas de 1980 e 1990 que alteraram o pensamento moderno sobre como a topografia romana se desenvolveu. Sua pesquisa sobre os santuários monumentais italianos do fim da República romana é considerada referência. Seu Guia Arqueológico de Roma também é a principal obra de referência sobre as ruínas arqueológicas antigas da cidade, e foi traduzido do italiano para várias línguas. 
Coarelli nasceu em Roma e foi aluno de Ranuccio Bianchi Bandinelli. Liderou a equipe que descobriu a villa em que se acredita ter nascido o imperador Vespasiano.

## Principais obras
- Guida archologica di Roma. Mondadori, Verona 1974. (Em inglês: Rome and Environs, an Archaeological Guide. University of California Press, 2007; em francês: Guide archéologique de Rome, Paris, Hachette,‎ 1994; em alemão: Rom. Ein archäologischer Führer. Herder, Freiburg 1975. Neubearbeitung von Ada Gabucci. von Zabern, Mainz 2000)
- Il foro romano 2 v. (1983).
- Dictionnaire méthodique de l'architecture grecque et romaine (editor, 1985).
- I santuari del Lazio in età repubblicana (1987).
- Il foro boario : dalle origini alla fine della repubblica (1988).
- Várias contribuições para o Lexicon Topographicum Urbis Romae, E. M. Steinby, ed. (Quasar).
- Da Pergamo a Roma: i Galati nella città degli Attalidi (1995).
- Il Campo Marzio: dalle origini alla fine della Repubblica (1997).
- Belli e l'antico: con 50 sonetti di G. G. Belli (2000)
- The column of Trajan (2000)
- The Colosseum (2001)